# Synagoga w Nitrze
Synagoga w Nitrze (słow. Synagóga v Nitre) – synagoga znajdująca się w Nitrze na Słowacji.
Synagogę zbudowała gmina żydowska Ješuran w latach 1910–1911 według projektu wiedeńskiego architekta Lipóta Baumhorna, który na Słowacji zaprojektował także synagogi w Łuczeńcu i Liptowskim Mikułaszu.
Synagoga w Nitrze jest budowlą eklektyczną w stylu mauretańsko-bizantyjskim. Do 1982 roku była własnością gminy żydowskiej, następnie Powiatowej Rady Narodowej, a od 1991 roku jej właścicielem jest miasto Nitra. Budowla przeszła remont kapitalny i została otwarta 3 lipca 2004 roku. Służy obecnie jako sala koncertowa, teatralna i wystawiennicza. W pomieszczeniach dawnego babińca znajduje się ekspozycja poświęcona Holocaustowi.